# Суарес, Гонсало
Гонса́ло Суа́рес Мори́лья (исп. Gonzalo Suárez Morilla, род. 30 июля 1934 года, Овьедо) — испанский писатель, кинорежиссёр, актёр.

## Биография
С 1951 года изучал в Мадриде философию и литературу. Занимался драматургией и живописью, бросил университет, отправился в Париж. В 1963 году начал публиковаться как писатель, с 1966 года — выступать как режиссёр.

## Творчество
Автор романов «Во плоти» (1963), «Крыса Фортинбраса» (1965), «Горилла в Голливуде» (1980), «Гражданин Сад» (1999), «Мечтатель» (2005) и др., эссе о литературе и кино.
Суарес пишет сценарии всех своих фильмов, как актёр он выступает чаще всего в собственных лентах (одно из немногих исключений — роль в фильме Педро Альмодовара «За что мне это?…»). Как режиссёр наиболее известен историческим фильмом о Байроне, Шелли и Мэри Шелли «Грести по ветру» (1988) с Хью Грантом в роли Байрона, получившим 10 национальных и международных премий, включая 6 премий «Гойя». Также привлекли внимание публики и критики его фильмы «Странная история доктора Фауста» (1969), «Регентша» (1974), по роману Кларина, «Родовые гнёзда Ульоа» (1985), по роману Эмилии Пардо Басан, Дон Жуан в преисподней (1991), «Вратарь» (2000), «Экспресс на Овьедо» (2007, по новелле Стефана Цвейга).

## Признание
Роман «Крыса Фортинбраса» высоко оценил Хулио Кортасар, книгу о прозе Суареса (1993) написал Хавьер Серкас. Премия Бунюэля (1974), премия «Гойя» (1987), «Серебряная раковина лучшему режиссёру» на кинофестивале в Сан-Себастьяне (1988), Национальная премия Начо Мартинеса (2003), серебряная медаль принца Астурийского. Кавалер французского Ордена искусств и литературы.